# 黒潮マイルチャンピオンシップ
黒潮マイルチャンピオンシップ（くろしおマイルチャンピオンシップ）は、高知県競馬組合が、高知競馬場ダート1600メートルで施行する地方競馬の重賞競走である。正式名称は「日刊スポーツ杯 黒潮マイルチャンピオンシップ」、2009年から日刊スポーツ新聞西日本（大阪本部）が優勝杯を提供している。

## 概要
1997年からサラ系古馬及び当時4歳（現在3歳）別定重量の重賞として施行され、2000年最後に一旦休止されたが、その後2009年に負担重量を定量に変更され復活した。
2009年から2011年までは中国・近畿・四国地区交流、2012年は中国・四国地区交流競走として行われたが、2013年以後は高知所属馬限定の競走として行われている。
2024年は「創刊75周年記念日刊スポーツ杯 黒潮マイルチャンピオンシップ」の名称で施行。

### 条件・賞金（2024年）
出走条件
サラブレッド系3歳以上、高知所属。
負担重量
定量。3歳56kg、4歳以上57kg、牝馬は2kg減。
賞金額
1着1000万円、2着350万円、3着200万円、4着150万円、5着100万円、6着以下50万円。
この節の出典：

## 歴代優勝馬
全て高知競馬場ダート1600mで施行。
| 回数   | 施行日         | 優勝馬             | 性齢 | 所属 | タイム | 優勝騎手 | 管理調教師 | 馬主               |
| ------ | -------------- | ------------------ | ---- | ---- | ------ | -------- | ---------- | ------------------ |
| 第1回  | 1997年12月18日 | マルカイッキュウ   | 牡7  | 高知 | 1:44.4 | 鷹野宏史 | 松岡利男   | 門田俊二           |
| 第2回  | 1998年12月13日 | メイショウタイカン | 牡8  | 高知 | 1:43.2 | 赤岡修次 | 浜田隆憲   | 山本晴雄           |
| 第3回  | 1999年12月19日 | エイシングランツ   | 牡7  | 高知 | 1:43.4 | 戸梶由則 | 竹内昭利   | 木村都             |
| 第4回  | 2000年11月26日 | ウォーターダグ     | 牡6  | 高知 | 1:45.1 | 西川敏弘 | 大関吉明   | 山岡良一           |
| 第5回  | 2009年11月6日  | ジョインアゲン     | 牡7  | 高知 | 1:44.9 | 赤岡修次 | 雑賀正光   | 熊谷美雪           |
| 第6回  | 2010年11月12日 | ジョインアゲン     | 牡8  | 高知 | 1:46.8 | 岡田祥嗣 | 雑賀正光   | 熊谷美雪           |
| 第7回  | 2011年11月6日  | リバティーフロー   | 牡5  | 高知 | 1:45.8 | 西川敏弘 | 別府真司   | （有）太盛         |
| 第8回  | 2012年11月4日  | コスモワッチミー   | 牡4  | 高知 | 1:46.2 | 赤岡修次 | 田中守     | 鈴木秀敏           |
| 第9回  | 2013年11月2日  | トニフィカーレ     | 牝4  | 高知 | 1:49.2 | 下村瑠衣 | 那俄性哲也 | （有）アシスタント |
| 第10回 | 2014年11月9日  | サクラシャイニー   | 牡8  | 高知 | 1:42.7 | 赤岡修次 | 田中守     | 須田靖之           |
| 第11回 | 2015年11月8日  | メイショウツチヤマ | 牡8  | 高知 | 1:42.5 | 赤岡修次 | 松木啓助   | 中山純子           |
| 第12回 | 2016年11月13日 | サクラシャイニー   | 牡10 | 高知 | 1:44.1 | 赤岡修次 | 田中守     | 須田靖之           |
| 第13回 | 2017年11月5日  | ワイルドコットン   | 牡6  | 高知 | 1:44.3 | 三村展久 | 松木啓助   | 中山純子           |
| 第14回 | 2018年11月4日  | コスタアレグレ     | 牡8  | 高知 | 1:45.3 | 倉兼育康 | 別府真司   | 梶原哲朗           |
| 第15回 | 2019年11月10日 | ウォーターマーズ   | 騸5  | 高知 | 1:47.0 | 西川敏弘 | 大関吉明   | 山岡良一           |
| 第16回 | 2020年11月8日  | スペルマロン       | 騸6  | 高知 | 1:43.1 | 倉兼育康 | 別府真司   | 西森功             |
| 第17回 | 2021年11月7日  | スペルマロン       | 騸7  | 高知 | 1:45.2 | 倉兼育康 | 別府真司   | 西森功             |
| 第18回 | 2022年11月6日  | ララメダイユドール | 牡8  | 高知 | 1:42.7 | 宮川実   | 打越勇児   | 藤井亮輔           |
| 第19回 | 2023年11月5日  | ガルボマンボ       | 牡4  | 高知 | 1:45.8 | 林謙佑   | 細川忠義   | 神岡賢太郎         |
| 第20回 | 2024年11月10日 | グラティアスグー   | 牡4  | 高知 | 1:44.2 | 林謙佑   | 川野勇馬   | 上岡和男           |

### 各回競走結果の出典
- 黒潮マイルチャンピオンシップ　歴代優勝馬 - 地方競馬全国協会
- JBISサーチ
  - 1997年，1998年，1999年，2000年，2009年，2010年，2011年，2012年，2013年，2014年，2015年，2016年，2017年，2018年，2019年，2020年，2021年，2022年，2023年，2024年